# Salvador Azara
Salvador Delfín Azara y Serrano (Fuentes de Ebro, 25 de agosto de 1886 – Zaragoza, 7 de noviembre de 1934) fue un religioso español, compositor y maestro de capilla de la Catedral de Zaragoza.

## Vida
Su pasión por la música procedía del padre, un gran aficionado a la música. Azara, con siete años, imporovisaba al órgano.
Se decidió por la carrera eclesiástica y en 1900 ingresó en el Pontificio Seminario Palafoxiano, donde estudió con excelentes notas. Sus maestros de música estuvieron entre lo más granado de Zaragoza: con José Tremps y Castellón (1868-1923) estudió solfeo; con Alejo Cuartero y Garza (1859-1935), organista de La Seo, piano; con Antonio Lozano González (1853-1908) estudió armonía; y con Miguel Arnaudas Larrodé (1869-1936) composición.
El 18 de diciembre de 1908 fue nombrado presbítero y ese mismo año ganó las oposiciones a la maestría de la Catedral de Lugo. Permaneció poco tiempo en Lugo, ya que el 4 de septiembre de 1909 fue nombrado organista en la iglesia parroquial de La Almunia de Doña Godina, en la provincia de Zaragoza, como levantador de cargas, con un beneficio. En La Almunia también sería el director de la banda de música municipal.
En 1912 regresa a Zaragoza, cuando gana por oposición el puesto de profesor de Canto Gregoriano en el Seminario Conciliar, con un beneficio que había quedado vacante en El Pilar. En la ciudad pronto se convirtió en un importante promotor de la música. En 1918 fundó la Agrupación Artística Aragonesa, que aprovechó no solo para estrenar algunas de sus obras, sino que principalmente se dedicó a promocionar la música de jóvenes talentos.
En noviembre de 1919 ganó las oposiciones a maestro de capilla de la Catedral de Zaragoza, posición que había quedado vacante tras el fallecimiento del maestro Arnaudas. A partir de este momento, su importancia como compositor fue en aumento, culminando en 1921 con el estreno de Miserere en el Teatro Real de Madrid. Joaquín Turina, que lo llamaba Mosén Azara, afirmó que «[y]o creo que Aragón no se ha dado cuenta aún de la calidad de artista que tiene Azara.» En 1923 dirigió las exequias de Tomás Bretón que se celebraron en Santa Engracia.
En 1929 comenzó a componer música profana con el seudónimo Álvaro Sazarda.
En 1931 se fundó el Conservatorio Aragonés de Música y Declamación, germen de lo que posteriormente se convertiría en el Conservatorio Oficial de Música de Zaragoza. Azara participó en su fundación y fue hasta 1933 el director de la institución, hasta la fundación del Conservatorio Oficial, cuando se convirtió en profesor de Armonía y Composición, puesto que mantendría hasta su muerte.
El 20 de mayo de 1934 ingresó en la Real Academia de Nobles y Bellas Artes de San Luis, siendo sus padrinos Joaquín Gimeno Riera y Miguel Arnaudas. Como académico ocupó la secretaría de la sección de Música, donde se preocupó de la recogida de la música popular aragonesa en cancioneros, al estilo de lo que se había hecho en Escandinavia y Rusia.
Falleció el 7 de noviembre de 1934 tras una dolorosa enfermedad.

## Obra
Sin duda, su obra más importante es el Miserere estrenado en el Teatro Real de Madrid en 1921. La obra fue recuperada en 2015 por el director de música de las catedrales de Zaragoza, José María Berdejo, con ocasión del Concierto Extraordinario del Año Jubilar del Pilar. La interpretación fue grabada y publicada posteriormente en CD. El papa Benedicto XIII envió una carta de reconocimiento a José María Berdejo por su labor de recuperación de la música.